# Römerloch
Das Römerloch ist eine bei Deutschfeistritz gelegene Höhle und befindet sich in 473 m ü. A. im Kugelstein nördlich des Hauptortes von Deutschfeistritz, nordwestlich von Peggau und südlich von Badl, Steiermark in Österreich.

## Lage
Das Römerloch befindet sich am südöstlichen Hang des Kugelsteins, etwa 30 Meter nordöstlich der Fünffenstergrotte und westlich der Buchenhöhle in einem Waldhang. Der Hauptzugang zur Höhle liegt etwas westlich oberhalb eines weiteren Einganges.

## Beschreibung
Das rund 18 Meter lange Römerloch hat fünf Eingänge bzw. Tagöffnungen, und es gibt Anzeichen, dass die Höhle zerfällt. Vom Haupteingang führt ein rund 7 Meter langer Gang zu einer anderen Öffnung, die ins Freie führt. Derselbe Gang weist nach etwa 3,5 Metern eine Tagesöffnung auf, welche auf einen Deckeneinbruch zurückzuführen ist. Vom Gang gehen auf beiden Seiten jeweils eine kurze Schlufstrecke ab, welche beide ebenfalls zu anderen kleinen Tagöffnungen führen. Der Fels über der Höhlendecke weist nur eine Mächtigkeit von etwa 1,5 Metern bis zur Oberfläche auf.
Der felsige Höhlenboden wird an einigen Stellen von einer dünnen Humusschicht und vor allem Verschuttblöcken bedeckt.